# Bundesgesetz (Deutschland)
Als Bundesgesetz werden in der Bundesrepublik Deutschland diejenigen einfachen Gesetze bezeichnet, für die der Bund nach der Kompetenzordnung des Grundgesetzes in Art. 70 ff. GG die ausschließliche oder konkurrierende Gesetzgebungszuständigkeit hat, die auf Bundesebene verabschiedet werden und die bundesweite Geltung beanspruchen. Als Bundesrecht wird darüber hinaus das gesamte in Deutschland auf Bundesebene geltende Recht bezeichnet, beispielsweise auch das Grundgesetz oder Rechtsverordnungen der Bundesminister.
Bundesgesetze werden vom Deutschen Bundestag beschlossen. Sie kommen zustande, wenn der Bundesrat zustimmt bzw. nicht widerspricht (Art. 77, Art. 78 GG). Dementsprechend werden sie entweder als Zustimmungsgesetze oder als Einspruchsgesetze bezeichnet. Sie sind Gesetze im formellen Sinne, weil sie vom Parlament (der Legislative) in einem formellen Verfahren verabschiedet wurden, während die aufgrund der Ermächtigung in Art. 80 GG von der Bundesregierung oder einem Bundesminister (der Exekutive) erlassene Rechtsverordnungen als Gesetze im materiellen Sinne bezeichnet werden. Die Literatur geht bei der Differenzierung mitunter noch weiter. Einige Rechtslehren vertreten die Meinung, dass Rechtsverordnungen i. S. d. Art. 80 Grundgesetz überhaupt nicht als (materielles) Gesetz bezeichnet werden sollten.
Bundesgesetze werden vom Bundespräsidenten nach Gegenzeichnung ausgefertigt und im Bundesgesetzblatt verkündet. Rechtsverordnungen werden von der Stelle, die sie erlässt, ausgefertigt und grundsätzlich auch im Bundesgesetzblatt verkündet (Art. 82 GG).
Zu den Bundesgesetzen zählen neben den einfachen Parlamentsgesetzen und den entsprechenden Rechtsverordnungen auch die Europäische Menschenrechtskonvention sowie das Grundgesetz für die Bundesrepublik Deutschland, das allen übrigen Bundesgesetzen vorgeht. Nach der Völkerrechtsklausel in Art. 25 GG sind auch die allgemeinen Regeln des Völkerrechtes Bestandteil des Bundesrechtes.
Bundesgesetze stehen in der Normenhierarchie über den Landesgesetzen. Bundesrecht bricht Landesrecht. Dieser Geltungsvorrang ist in Art. 31 GG normiert.
Die Verwaltungskompetenz für die Bundesgesetze liegt allerdings grundsätzlich bei den Ländern (Art. 83 GG).
Formelle Bundesgesetze sind beispielsweise das Strafgesetzbuch, das Bürgerliche Gesetzbuch oder die Zivilprozessordnung. Ein Bundesgesetz im materiellen Sinn ist die vom Bundesverkehrsministerium erlassene Straßenverkehrs-Ordnung.